# Marga (chanteur)
Pour les articles homonymes, voir Marga.
Marga (ou Marga Dread) est un chanteur de reggae anglais.
Pendant plusieurs années, Marga a travaillé avec de nombreux producteurs tels que Jazwad et Ruffcut.
Son titre le plus connu est Walk Like a Jamaican (un cover de Walk Like an Egyptian des Bangles), une chanson plutôt pop, sortie en 1998 chez Skinni Man Records.
Depuis, Marga a sorti plusieurs titres chez Control Tower Records, un label bordelais, Scotch bonnet (écossais)  et Reality Shock Records, un label anglais avec qui il travaille actuellement sur un nouvel album.

## Discographie
- 1998 - Walk Like a Jamaican, Skinni Man Records (single CD et Maxi 45T)
- Dem Wrong
- Bun Dem Dowm, Scotch Bonnet (single 7")
- 2007 - The Right Road, Control Tower Records (Maxi 45T)